# Дельта Аксьоса
Национальный парк «Дельта Аксьос-Лудиас-Альякмон» (греч. Εθνικό Πάρκο Δέλτα Αξιού – Λουδία – Αλιάκμονα), также Национальный парк «Дельта Аксьоса» (Εθνικό Πάρκο Δέλτα Αξιού) — национальный парк в Греции площадью 33 800 гектаров.
Устья рек Галикос, Аксьос (Вардар), Лудиас и Альякмон расположены рядом и образуют область, известную как дельта Галикос-Аксьос-Лудиас-Альякмон (Δέλτα των ποταμών Γαλλικού - Αξιού - Λουδία - Αλιάκμονα, Γ.Α.Λ.Α.). С 1971 года международное значение водно-болотных угодий в дельте признано Рамсарской конвенцией. Национальный парк создан в 2009 году (ΦΕΚ 220).

## Климат
Климат в области средиземноморский, лето жаркое и сухое, а зима влажная и прохладная. Снегопады редки, ещё реже морозы. Среднегодовое количество осадков достигает 442,5 мм, преимущественно дожди идут осенью.

## Флора и фауна

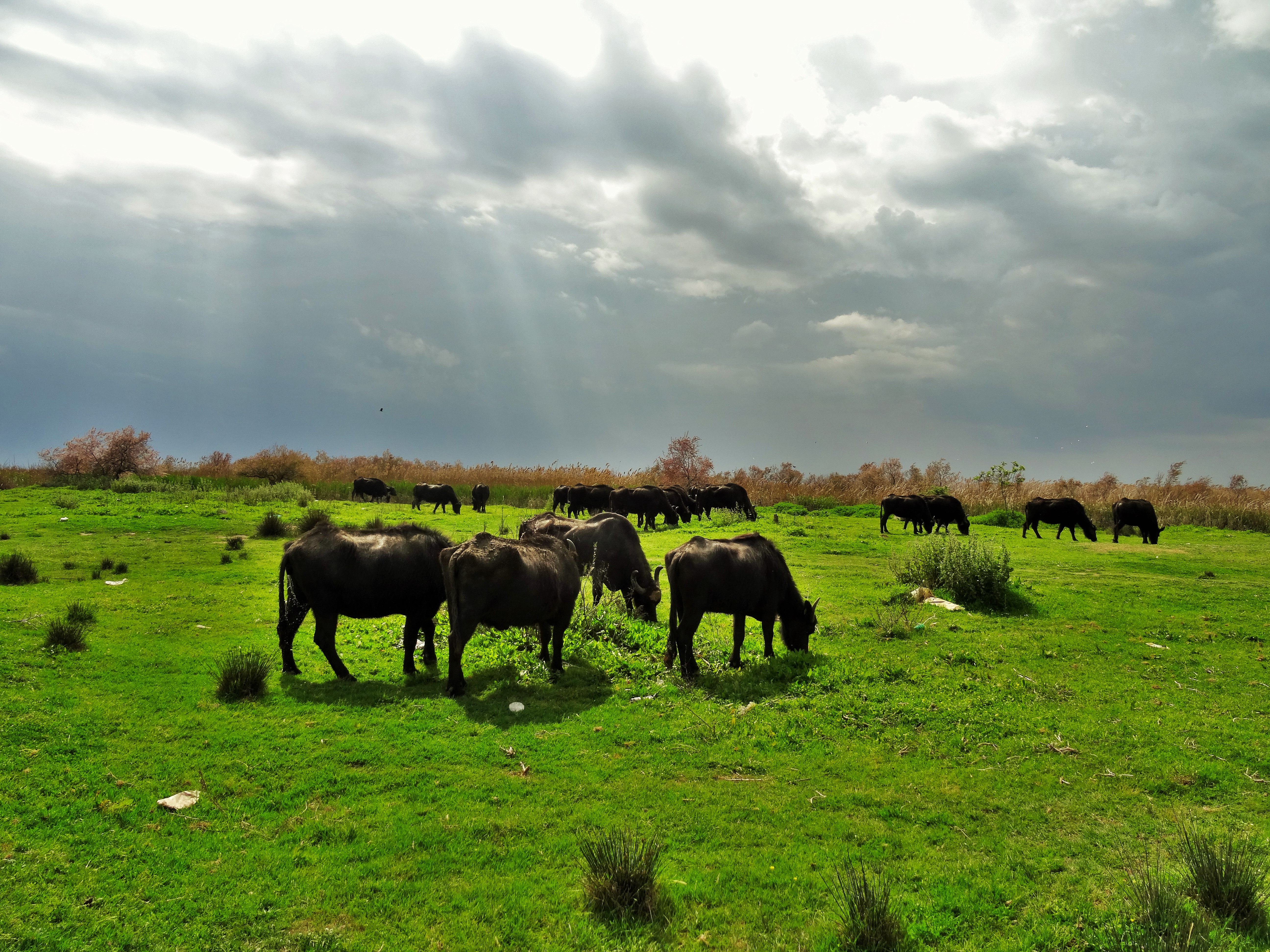
Стадо болгарской мурры (азиатского буйвола) в дельте Аксьоса

Парк включает лугово-чернозёмные, засоленные и болотные почвы, водно-болотные угодья, небольшие лагуны, морскую равнину, аллювиальную равнину. На аллювиальной равнине растёт гребенщик, ольха и ива. Является важным местом обитания диких животных и птиц. Здесь наблюдаются 298 видов птиц (66 % от количества видов птиц в Греции), в том числе 18 из 25 исчезающих видов птиц, наблюдаемых в Греции. 106 видов птиц гнездятся в парке. Здесь обитают 40 видов млекопитающих, в том числе: нутрия, болгарская мурра, выдра, европейский суслик, евразийский волк, обыкновенный шакал, а также 18 пресмыкающихся, 9 земноводных и 7 беспозвоночных видов. Люди занимаются здесь выращиванием риса, скотоводством, рыбной ловлей и разведением мидий.
28 855,18 гектаров водно-болотных угодий в дельте Аксьос-Лудиас-Альякмон, важных для орнитофауны, включая Алики-Китрус, входят в сеть природоохранных зон «Натура 2000». В застойных и медленно текущих водах вдоль лагун и искусственных каналов растут тростник обыкновенный, клубнекамыш морской и рогоз широколистный. В каналах и на рисовых полях растут водные растения: рдест, уруть колосистая, роголистник и другие. Мидиевые банки, где растут мидии, занимают глубины 1—10 метров.
Дельта Аксьос-Лудиас-Альякмон — важный участок для размножения, миграции, отдыха и зимовки водоплавающих птиц, кочующих и перелётных птиц. Разнообразие ареалов является одной из главных особенностей дельты, образованной Аксьосом, Лудиасом и Альякмоном. Дельта поддерживает разнообразную популяцию птиц, включая исчезающие и редкие виды. Дельта рек, а также морская вода глубиной менее 6 метров служат местом нереста для популяций рыб залива Термаикос и Эгейского моря. Обилие питательных веществ и небольшие глубины воды благоприятствуют аквакультуре. В Аксьосе и Альякмоне обитает 26 местных видов рыб, в том числе Pachychilon macedonicum, в Альякмоне обитает четыре завезённых вида рыб.
Мигрируют белоглазый нырок, дупель, большой веретенник, тонкоклювый кроншнеп и кудрявый пеликан. Зимует орлан-белохвост и большой подорлик. В дельте зимуют регулярно более чем 20 000 водоплавающих, в том числе малый баклан (5000), свиязь (1000), чернозобик (2500), озёрная чайка (7000), хохотунья (5000). Размножаются кулик-сорока, ходулочник, шилоклювка, морской зуёк, луговая тиркушка, черноголовая чайка, малая крачка, малая белая цапля, жёлтая цапля, обыкновенная кваква, малая выпь, обыкновенная колпица и малый жаворонок. В программу LIFE включены виды тонкоклювый кроншнеп, малый баклан и пискулька.
Алики-Китрус — небольшие, но важные водно-болотная угодья с обширными солончаками и мелкой лагуной с хорошо развитой дюнами с восточной стороны. Дюны включают песчаную пустошь, на которой растёт полынь полевая и метельник. Тростниковые заросли, в которых доминирует один вид (клубнекамыш морской, тростник обыкновенный, рогоз широколистный), занимают искусственные канавы и каналы. Алики-Китрус считается очень важной областью для птиц. Большое количество охраняемых и строго охраняемых видов использует участок (в том числе засоленные почвы) для размножения, питания и отдыха. Наибольшая в Греции популяция черноголовой чайки гнездилась в прошлом на небольших островках в лагуне. Кроме того, Алыки Китроус поддерживает редкую герпетофауну. В Алики-Китрус растёт редкий панкраций морской. Этому виду серьезно угрожает человеческая деятельность на побережье.
Угрозу фауне представляет незаконное строительство, интенсивное сельское хозяйство, в том числе животноводство, загрязнение пресных вод промышленными стоками.